# Estación de Ceceñas
Ceceñas es un apeadero ferroviario situado en la localidad de Ceceñas en el municipio de Medio Cudeyo (Cantabria). Se encuentra en la línea de ancho métrico Orejo-Liérganes.
Forma parte de la red de vía estrecha operada por Renfe Operadora a través de su división comercial Renfe Cercanías AM. Está integrada dentro del núcleo de Cercanías Cantabria al pertenecer a la línea C-3 (antigua F-2 de FEVE), que une Santander con Liérganes.

## Situación ferroviaria
La estación forma parte de las siguientes líneas férreas:
- Pk. 020,465 de la línea de ferrocarril de vía estrecha de Santander a  Solares y Liérganes.[1]
- Pk. 003,378 del ramal de vía estrecha de Orejo a Liérganes, de la línea de ferrocarril de vía estrecha que une Ferrol con Bilbao.[1]

La estación se encuentra a 33 metros de altitud. El tramo es de vía única, está electrificado a 1500 voltios CC y dispone de bloqueo automático con CTC.

## Historia
La estación fue construida por la Compañía de los Ferrocarriles de Santander a Bilbao, sucesora de la de Santander a Solares, siendo inaugurada el 10 de mayo de 1909, como parte de la prolongación del ramal desde Solares hasta Liérganes.
En 1962 el Estado asume la explotación de las líneas del Santander-Bilbao, a través de FEVE a partir de 1965. La gestión se mantuvo en manos de FEVE hasta el año 2013, momento en el cual la explotación fue atribuida a Renfe Operadora y las instalaciones a Adif.

## La estación
Las instalaciones constan de un edificio de viajeros de dos alturas, actualmente sin uso ferroviario, y un único andén que da acceso a la vía, el cual tiene una longitud de 100 metros.

## Servicios ferroviarios

### Cercanías
Forma parte de la línea C-3 (Santander - Liérganes) de Cercanías Cantabria. Ésta tiene, para los trenes que circulan hasta la estación de Liérganes, un intervalo de paso de trenes de 60 minutos de lunes a domingo, incluyendo festivos.